# Westelijke lelhoningeter
De westelijke lelhoningeter (Anthochaera lunulata) is een zangvogel uit de familie Meliphagidae (honingeters).

## Verspreiding en leefgebied
Deze soort is endemisch in zuidwestelijk Australië.